# Du hast mich so fasziniert
Du hast mich so fasziniert – utwór austriackiego wokalisty Harry'ego Wintera, napisany przez Roberta Stolza i Roberta Gilberta, nagrany i wydany w 1960 roku. Kompozycja reprezentowała Austrię podczas finału 5. Konkursu Piosenki Eurowizji w tym samym roku.
Podczas konkursu, który odbył się 29 marca 1960 roku w londyńskim Royal Festival Hall, utwór został zaprezentowany jako siódmy w kolejności i ostatecznie zdobył 6 punktów, plasując się na siódmym miejscu finałowej klasyfikacji. Dyrygentem orkiestry podczas występu wokalisty był Stolz, który stworzył także muzykę do piosenki.